# The Verge
The Verge – amerykański portal informacyjny poświęcony technice. Publikuje wiadomości, reportaże, przewodniki, recenzje produktów i podkasty. Jest oparty na własnym systemie zarządzania treścią o nazwie Chorus.
Strona została uruchomiona w 2011 roku i w ciągu następnego roku otrzymała 5 nagród Webby Awards. W ciągu miesiąca serwis odnotowuje ponad 50 milionów wizyt.